# Río Sotillo (afluente del Benuza)
El río Sotillo es río español ubicado en la comarca tradicional de La Cabrera y de la comarca de El Bierzo, en la provincia de León, Comunidad Autónoma de Castilla y León, España. 
Nace en la cima de O Pedroso y desemboca en el río Benuza. Su régimen es pluvio-nival, con un máximo en invierno y primera y un mínimo en verano. 